# Biesbosch MuseumEiland

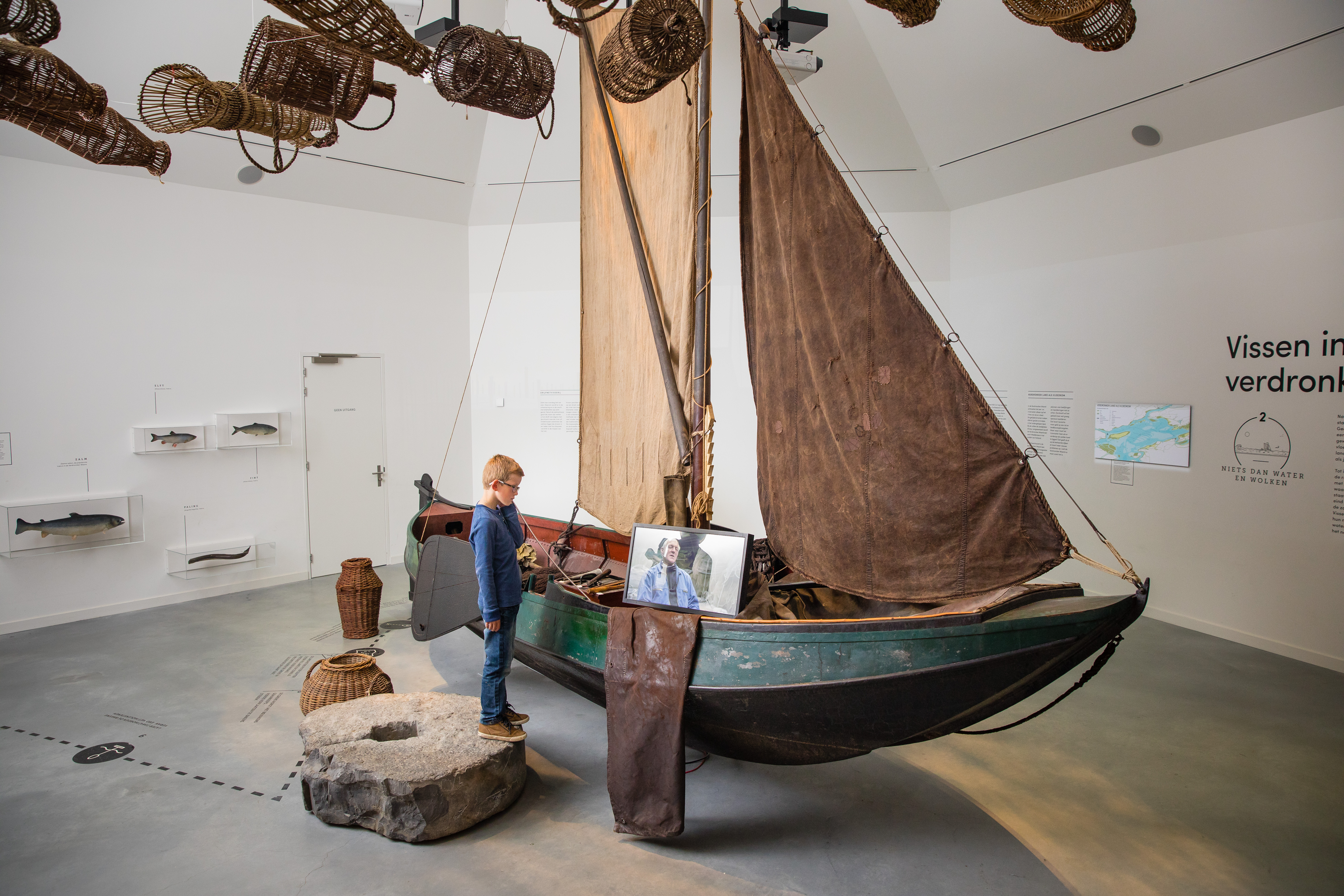
Biesbosch MuseumEiland Werkendam

Het Biesbosch MuseumEiland (tot 2015 Biesbosch Museum Werkendam) is een museum en bezoekerscentrum in het buitengebied van Werkendam in de gemeente Altena, provincie Noord-Brabant. Het werd geopend in 1984 en ligt midden in het Nationaal Park De Biesbosch aan de Hilweg. Het museumgebouw is in 2001 en in 2015 vernieuwd en vergroot. In 2015 kwam het op een nieuwgevormd eiland te liggen. In 2017 ontving het de internationale architectuurprijs Architizer Awards. De vaste tentoonstelling van het museum vertelt het verhaal over (over)leven met water in het verleden, heden en toekomst. Het bezoekerscentrum bestaat uit een museumcafé, terras aan het water, winkel en informatie over de Biesboschregio. 

## Aandachtsgebieden
In het museum wordt aandacht besteed aan de jacht, de visserij, de flora en fauna, de griend- en rietcultuur en de geschiedenis. Er zijn jaarlijkse verschillende wisselexposities. Ook de verzetsactiviteiten in de Biesbosch tijdens de Tweede Wereldoorlog komen aan de orde.